# Milder Milchling
Der Milde Milchling (Lactarius aurantiacus, Syn.: Lactarius aurantiofulvus, Lactarius mitissimus) ist ein Pilz aus der Familie der Täublingsverwandten. Es ist ein ziemlich kleiner bis mittelgroßer Milchling mit breit angewachsenen Lamellen und einem orangebraunen bis ockerorangefarbenen, klebrig-glänzenden Hut. Der essbare Milchling erscheint von August bis November in Nadelwäldern und Mischwäldern. Er wird auch Orangeroter Milchling, Orange-Milchling oder Bitterer Orange-Milchling genannt. Die Art wird hier im Sinne von Heilmann et al. (1998) behandelt. Andere Autoren unterteilen die Art in zwei bis drei weitere Arten.

## Merkmale

### Makroskopische Merkmale
Der Hut ist 3–6 (–7) cm breit, jung fast halbkugelig, später ausgebreitet und dann in der Mitte niedergedrückt. Bisweilen trägt er in der Mitte einen kleinen Buckel oder eine Papille. Die Hutoberfläche ist glatt, im trockenen Zustand mehr oder weniger matt und bei feuchter Witterung etwas schmierig und glänzend. Der Hut ist einheitlich gelborange bis lebhaft orangerot gefärbt. Die Randzone ist nicht selten heller, mitunter auch gelblich, gefärbt. Bei jungen Fruchtkörpern ist der Rand eingebogen, er wird aber schon bald glatt und scharf.
Die ziemlich eng stehenden Lamellen sind jung cremegelb und werden später hell rötlich bis ockerfarben. Sie sind am Stiel gerade bis ausgebuchtet angewachsen und nur wenig gegabelt. Die Lamellenschneiden sind glatt und das Sporenpulver ist weißlich.
Der zylindrische Stiel ist 2,5–5 (–7) cm lang und 0,5–1,2 cm breit. Die Stieloberfläche ist glatt bis fein längsaderig. Junge Exemplare sind cremegelb und schwach weißlich bereift, später ist der Stiel gelborange gefärbt.
Das sehr brüchige Fleisch ist gelblichweiß bis blass orange und riecht schwach wie der Eichen-Milchling oder wie Blattwanzen. Der Milchling schmeckt mild und nach einer Weile oft bitterlich oder rettichartig. Die Milch ist weiß und verfärbt sich nicht an der Luft. Auch sie schmeckt mild bis bitter.

### Mikroskopische Merkmale
Die Sporen sind rundlich bis elliptisch und durchschnittlich 7,6–8,6 µm lang und 6,2–7,0 µm breit. Der Q-Wert (Quotient aus Sporenlänge und -breite) beträgt 1,1–1,4. Das  Sporenornament ist zwischen 0,5 und 1 µm hoch und besteht aus zahlreichen, teilweise gratig verlängerten Warzen und Rippen, die wenig bis stark netzartig verbunden sind. Der Hilarfleck ist normalerweise inamyloid. Die Basidien sind mehr oder weniger keulig geformt und messen 40–55 × 7,5–13 µm. Sie tragen je vier Sterigmen.
Die schmal spindelförmigen bis ziemlich zylindrischen Pleuromakrozystiden sind spärlich bis zahlreich vorhanden und messen 45–80(–90) × 6,5–11 µm. Die Lamellenschneiden sind mehr oder weniger steril, sie tragen meist nicht sehr viele spindelige Cheilomakrozystiden, die etwa 20–40 µm lang und 5,5–8 µm breit sind.
Die Huthaut (Pileipellis) ist eine verworrene, 65–90 µm dicke (Ixo-)Trichoderm, die aus unregelmäßig verflochtenen, aufsteigenden, 3–5 µm breiten Hyphen besteht. Die Hyphenwände sind teilweise schwach gelatinisiert. Die Hyphen-Endzellen messen 12–45 × 2–4,5 µm und sind mehr oder weniger zylindrisch, sie sind häufig teilweise zusammengedrückt. Die Hyphen in der Subpellis sind ca. 7,5 (–10) µm breit und leicht aufgeblasen.

## Artabgrenzung
Der Milde Milchling kann mit dem Orangefuchsigen Milchling (Lactarius fulvissimus) verwechselt werden. Der Milde Milchling hat aber einen mehr einfarbig gefärbten Hut und breiter angewachsene Lamellen, die nicht mit einem Zahn am Stiel herablaufen. Außerdem unterscheiden sich die beiden Arten durch ihre unterschiedlichen mikroskopischen Merkmale und die anders aufgebaute Huthaut.

## Ökologie
Der Milde Milchling ist wie alle Milchlinge ein Mykorrhizapilz, der vor allem mit Fichten eine symbiotische Partnerschaft eingeht. Wesentlich seltener können auch andere Nadelbäume oder Rotbuchen als Wirt dienen.
Seine Vorliebe für Fichten zeigt sich auch daran, dass man den Pilz meist in Fichten-Tannen- und Fichtenforsten findet. Er kommt aber auch unter eingestreuten Fichten in verschiedenen Buchen- und Hainbuchen-Eichenwäldern vor, selten und nur vereinzelt in anderen Waldgesellschaften. Zusammen mit Kriech-Weiden wurde er sogar auf Sanddünen gefunden.
Der Milchling mag frische bis schwach feuchte, mittelgründige Böden, die schwach bis reichlich basen- und nährstoffhaltig sind, aber nur wenig Stickstoff enthalten. Man findet ihn häufig auf verlehmten, sandigen bis tonigen, meist von Streuauflagen überdeckten, humosen Braunerden. Die Fruchtkörper erscheinen meist gesellig von Juli bis November bevorzugt im Hügel- und Bergland.

## Verbreitung

Verbreitung des Milden Milchlings in Europa. Grün eingefärbt sind Länder, in denen der Milchling nachgewiesen wurde. Grau dargestellt sind Länder ohne Quellen oder Länder außerhalb Europas.

Der Milde Milchling ist eine holarktische Art, die in Nordasien (Ostsibirien), Nordamerika, Nordafrika und Europa verbreitet ist. In Europa ist der Milchling im gesamten kombinierten Fichten- und Rotbuchen-Eichenareal verbreitet.

## Systematik
Der Milde Milchling wird heute in einem weiten Sinne aufgefasst. Einige Autoren, wie zum Beispiel M. Bon oder Marchand trennen die Art in zwei oder drei weitere Arten auf. L. mitissimus Fr. soll mehr oder weniger isoliert-warzige Sporen haben und ganz mild schmecken, Lactarius aurantiofulvus J. Blum ex Bon (1985) soll netzig-warzige Sporen haben und schärflich schmecken und L. aurantiacus (Pers.) Gray (1821) im engeren Sinne (sensu stricto) soll scharf und bitter schmecken und die Sporen sollen etwas größer und unregelmäßig netzig sein.
Während M. Bon seine "L. aurantiofulvus", die bei ihm synonym mit L. mitissimus ist, mit der gängigen L. aurantiacus gleichsetzt, trennt er seine "L. aurantiacus" von ihr ab. Ihr Hut soll schneller niedergedrückt und oft unregelmäßig wellig verbogen und die Huthaut soll ein wenig schmieriger sein. Außerdem soll sie schärflich und bitter schmecken.

### Infragenerische Systematik
Die Art wird von M. Basso und von Bon in die Sektion Mitissimi gestellt. Die Vertreter der Sektion haben kräftig orange bis rotbraun gefärbte Hüte und eine weiße, sich nicht verfärbende Milch. Das Fleisch schmeckt mild bis schärflich oder bitter. Heilmann-Clausen stellt den Milchling in seine Sektion Russularia, die die Arten aus den Sektionen Russulales und Mitissimi vereinigt.

## Bedeutung
Der Milde Milchling ist essbar, es gibt aber auch einige schärfliche oder bittere Formen.